# Amit Trivedi
Amit Trivedi (Hindi: अमित त्रिवेदी, Gujarati: અમિત ત્રિવેદી) (11 de julio de 1979 en Mumbai, Maharashtra), es un compositor de cine, músico, cantante y letrista indio, actualmente trabaja en el Bollywood. Debutó como compositor de cine en la película de 2008 titulada "Hindi Aamir" y saltó a la fama en la escena de la música del cine hindi con su trabajo aclamado por la crítica popular titulado "Dev.D" (2009), que le valió varios premios, incluyendo el Premio del Cine Nacional de 2010 como mejor dirección musical para Dev.D.

## Carrera
En sus días de juventud, un instrumento musical electrónico fascinó a Trivedi y se sintió atraído lentamente hacia la música, principalmente influenciado por la música clásica. En la 19-20, comenzó a componer música. En la universidad se unió con una banda musical llamada "Om", en la que actuó en los conciertos locales, programas de televisión y actuaciones en directo. Cuando Times Music se fijó en uno de sus espectáculos, le ofreció a lanzar su álbum. El álbum sin embargo, no les fue bien, debido a la falta de promoción. Finalmente Trivedi pasó a componer para el teatro (Hindi, inglés y  Gujarati), una música de fondo para programas de televisión, presentaciones en vivo, shows de Dandiya, orquestas, entre otros. También había un breve paso componiendo jingles publicitarios, para marcas como McDonalds y Airtel. Después de graduarse como ingeniero de sonido y audio,  entró a un Estudio de Grabación, propietario de Arvind Vishwakarma que invitó a Trivedi para ser registrado bajo los sellos de Sony y BMG, empezó a componer música para los álbumes pero no para película. Como parte de su contrato de dos años, Trivedi compuso algunas canciones para Junoon Abhijeet Sawant y una canción para su álbum. Pues el comopuso canciones para películas de habla marath en 2004.

## Premios
- National Film Award
  - 2009: National Film Award for Best Music Direction: Dev D[1]
- Filmfare Award
  - 2009: Filmfare RD Burman Award for New Music Talent: Dev D
  - 2009: 55th Filmfare Award for Best Background Score: Dev D
  - 2010: 56th Filmfare Award for Best Background Score: Udaan[2]